# Rede des Jahres
Rede des Jahres ist eine Auszeichnung der Rhetorik, die das Seminar für Allgemeine Rhetorik der Eberhard Karls Universität Tübingen seit 1998 jährlich an Redner für ihre Reden vergibt.
| Jahr | Redner                              | Rede                                                             | Sprache                        | Datum                       | Link            |
| ---- | ----------------------------------- | ---------------------------------------------------------------- | ------------------------------ | --------------------------- | --------------- |
| 1998 | Martin Walser                       | Friedenspreisrede                                                | Deutsch                        | 11. Okt. 1998               |                 |
| 1999 | Joschka Fischer                     | Parteitagsrede                                                   | Deutsch                        | 13. Mai 1999                |                 |
| 2000 | Daniel Cohn-Bendit                  | Quo vadis Europa                                                 | Deutsch                        | 2000                        |                 |
| 2001 | Rolf Hochhuth                       | Jacob Grimm oder Angst um unsere Sprache                         | Deutsch                        | 3. Nov. 2001                |                 |
| 2002 | Gerhard Schröder und Edmund Stoiber | Das Kanzlerduell                                                 | Deutsch                        | 25. Aug. 2002, 8. Sep. 2002 |                 |
| 2003 | Eberhard Jüngel                     | Predigt über Genesis 16                                          | Deutsch                        | 16. Nov. 2003               |                 |
| 2004 | Heribert Prantl                     | Zivilgesellschaft ist vitaler Verfassungsschutz                  | Deutsch                        | 14. Nov. 2004               |                 |
| 2005 | Werner Schulz                       | Mündliche Erklärung nach der Aussprache zur Vertrauensfrage      | Deutsch                        | 1. Juli 2005                |                 |
| 2006 | Benedikt XVI.                       | Vorlesung an der Universität Regensburg                          | Deutsch                        | 12. Sep. 2006               |                 |
| 2007 | Oskar Lafontaine                    | Rede in der Debatte zum Bundeshaushaltsplan 2008                 | Deutsch                        | 12. Sep. 2007               |                 |
| 2008 | Joachim Kaiser                      | Laudatio auf Anne Sophie Mutter zum Ernst von Siemens Musikpreis | Deutsch                        | 24. Apr. 2008               | Text            |
| 2009 | Sigmar Gabriel                      | Rede auf dem SPD-Parteitag                                       | Deutsch                        | 13. Nov. 2009               |                 |
| 2010 | Margot Käßmann                      | Predigt im Neujahrsgottesdienst der Dresdner Frauenkirche        | Deutsch                        | 1. Jan. 2010                |                 |
| 2011 | Jean Ziegler                        | Der Aufstand des Gewissens                                       | Deutsch                        | 20. Juli 2011               |                 |
| 2012 | Marcel Reich-Ranicki                | Rede zum Tag des Gedenkens an die Opfer des Nationalsozialismus  | Deutsch                        | 27. Jan. 2012               |                 |
| 2013 | Gregor Gysi                         | zur NSA-Affäre                                                   | Deutsch                        | 18. Nov. 2013               |                 |
| 2014 | Navid Kermani                       | Gedenkrede zum deutschen Grundgesetz                             | Deutsch                        | 23. Mai 2014                | Video Text      |
| 2015 | Jürgen Kaube                        | Laudatio Georg-Büchner-Preis                                     | Deutsch                        | 8. Juli 2015                | Text            |
| 2015 | Rainald Goetz                       | Dankrede Georg-Büchner-Preis                                     | Deutsch                        | 8. Juli 2015                | Audio Text      |
| 2016 | Norbert Lammert                     | Rede zum Tag der Deutschen Einheit                               | Deutsch                        | 3. Okt. 2016                | Video Text      |
| 2017 | Peter Strohschneider                | Über Wissenschaft in Zeiten des Populismus                       | Deutsch                        | 4. Juli 2017                | Video Text      |
| 2018 | Cem Özdemir                         | Debattenbeitrag im Deutschen Bundestag                           | Deutsch                        | 22. Feb. 2018               | Video Protokoll |
| 2019 | Ursula von der Leyen                | Bewerbungsrede zur EU-Kommissionspräsidentin                     | Französisch, Englisch, Deutsch | 16. Juli 2019               | Video           |
| 2020 | Angela Merkel                       | Fernsehansprache anlässlich der COVID-19-Pandemie                | Deutsch                        | 18. März 2020               | Video Text      |
| 2021 | Maren Kroymann                      | Dankesrede beim Deutschen Comedypreis                            | Deutsch                        | 1. Okt. 2021                | Video           |
| 2022 | Luisa Neubauer                      | Ansprache auf dem Parteitag der Grünen                           | Deutsch                        | 16. Okt. 2022               | Video           |
| 2023 | Robert Habeck                       | Video-Ansprache zu Israel und Antisemitismus                     | Deutsch                        | 1. Nov. 2023                | Video           |
| 2024 | Heike Heubach                       | Bundestagsrede                                                   | Deutsche Gebärdensprache       | 10. Okt. 2024               | Video Protokoll |